# BMW Série 7
Pour les articles homonymes, voir E23, E32, E38, E65 et F01.
La BMW Série 7 est un modèle de berline haut de gamme du constructeur automobile allemand BMW. Sept générations se succèdent, la première nommée E23 est sortie en 1977, puis la E32 sortie en 1986, la E38 en 1994, la E65 en 2001, la F01 en 2008, la G11 en 2015 et la dernière en 2022.

## Première génération

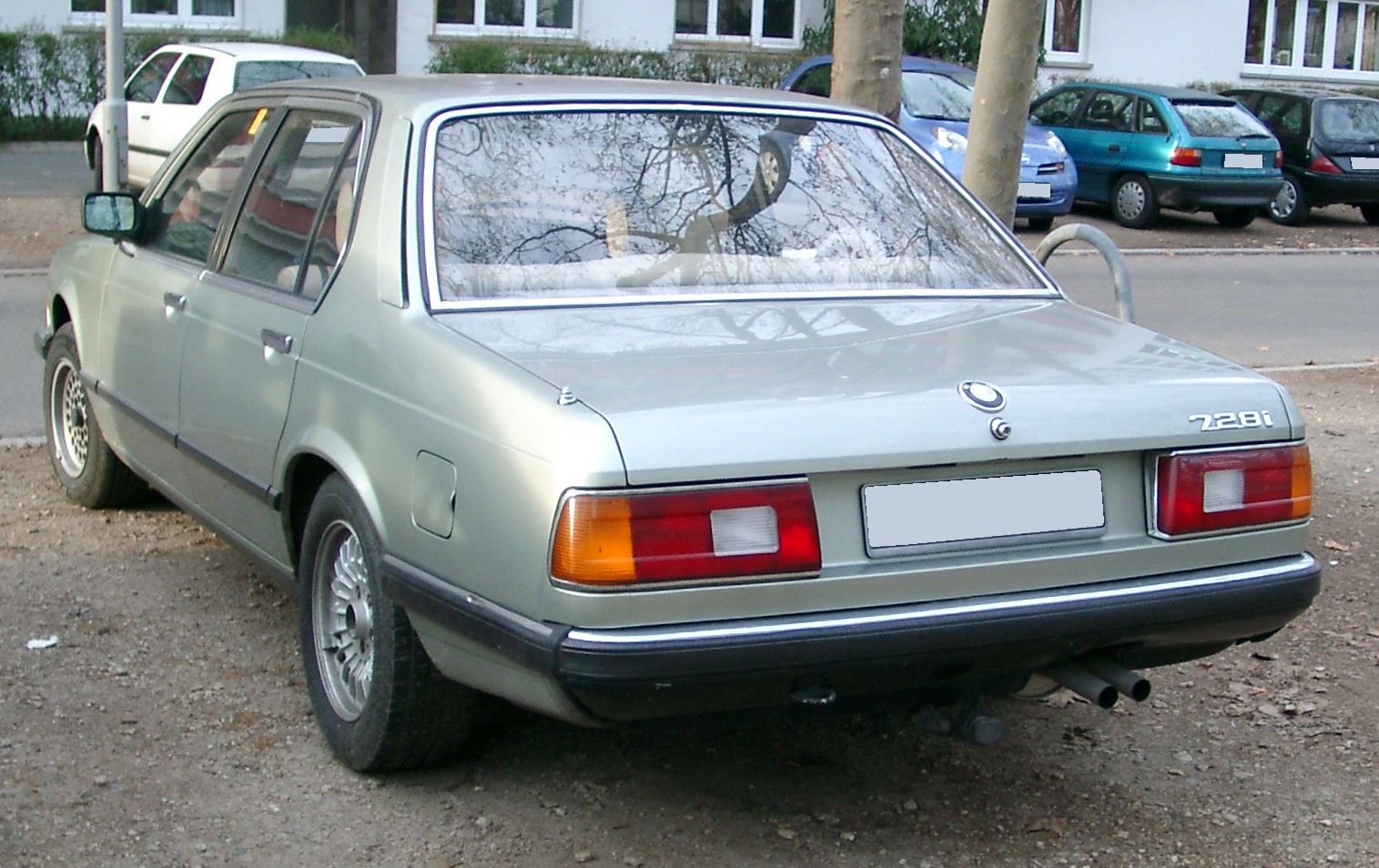
BMW E23 (728i).

La BMW E23 est la première génération de série 7 lancée en 1977.
Motorisée exclusivement par des six-cylindres en ligne, elle est conçue sous la direction de Paul Bracq, patron du style de la marque de 1970 à 1974.
Cette série est constituée de sept modèles : 728 carburateur, 728i, 730 carburateur, 732i, 733i, 735i et 745i. Les sept premiers modèles sont équipés de moteurs atmosphériques. Quant à la 745i, elle est équipée du même bloc de 3 205 cm3 de cylindrée que la 732i/733i, auquel est adjoint un turbocompresseur,
À partir de 1983, sur la version 745i turbo, la cylindrée passe à 3 430 cm3, mais la puissance reste inchangée à 252 ch din, la différence est dans l'adoption du système de gestion Motronic et une nouvelle boite de vitesses automatique à quatre rapports à gestion électronique.
Deux versions réellement « haut de gamme » viennent compléter l'offre en 735i/745i et ceux dans les dernières années de production, les versions Executive et Highline.
Sur le modèle « Executive », les sièges ainsi que l'intégralité des contre-portes, le dessous du tableau de bord, la console centrale complète, sont recouverts de cuir « buffle » disponible en gris foncé (anthracite) ou marron (castor ou nutria), les boiseries sont spécifiques en ronce de noyer, l'équipement est très complet avec notamment une radio Becker Mexico avec sa double commande dans l'accoudoir central arrière, les sièges électriques, etc.
Le modèle « Highline » a le même équipement et la même présentation extérieure (qui ne diffère pas des 745i « standard ») mais l'intérieur est encore spécifique. Il est entièrement tendu de cuir nappa en deux tons assorti, soit en « oyster » (vanille et café), soit en « quartz » (gris très clair et anthracite), le coloris foncé se trouvant sur le haut du tableau de bord et des contre-portes. La plage arrière, le tableau de bord, tous les montants sont garnis de cuir cousu ; les sièges ont un dessin spécial et aucune boiserie. Le prix était encore plus élevé que pour une « Executive ».
Sur la 728i et ce depuis 1981 une version appelée « Luxe » est disponible, elle se distingue par une finition et une présentation qui se rapprochent de celles de la 735i.
Selon le recensement utac-otc, en 2011, 1 096 unités de la première génération de Série 7 ont un contrôle technique en cours de validité en France.

## Deuxième génération
La BMW E32 est la deuxième génération de série 7, lancée en 1986.
Elle est dessinée par Claus Luthe et Ercole Spada. Les versions 730i et 735i sont équipées de moteurs 6-cylindres en ligne de 3 et 3,5 L ; la 750i comporte un nouveau V12 de 5 L, développant 300 ch. En 1991, cette auto innove en étant la première au monde à adopter les phares au xénon, beaucoup plus efficaces que les phares à halogène. En 1992, deux moteurs V8 de 3 et 4 L sont ajoutés à la gamme (730i et 740i). Tous les modèles sont disponibles en version longue (L), pour gagner 10 cm pour le confort des passagers arrière.
La E32 reçoit le prix de la plus belle voiture de l'année en 1987 et achève sa carrière en 1994.
| Modèle | Code moteur | Type moteur | Cylindrée (cm3) | Puissance (ch / tr/min) | Couple (N m / tr/min) | 0-100 km/h (s)           | Année de production |
| ------ | ----------- | ----------- | --------------- | ----------------------- | --------------------- | ------------------------ | ------------------- |
| 730i   | M30         | L6 12s      | 2 986           | 197 à 5 800             | 260 à 4 000           | 8,8 (man.) / 10,6 (aut.) | 1986-1994           |
| 735i   | M30         | L6 12s      | 3 430           | 220 à 5 700             | 310 à 4 000           | 7,8 (man.) / 9,1 (aut.)  | 1986-1992           |
| 730i   | M60         | V8 32s      | 2 997           | 218 à 5 800             | 290 à 4 500           | 7,9 (man.) / 8,5 (aut.)  | 1992-1994           |
| 740i   | M60         | V8 32s      | 3 982           | 286 à 5 800             | 400 à 4 500           | 7,4 (aut.)               | 1992-1994           |
| 750i   | M70         | V12 24s     | 4 988           | 300 à 5 200             | 450 à 4 100           | 7,4 (aut.)               | 1987-1994           |

## Troisième génération
La BMW E38 est la troisième génération de série 7 lancée en 1994.
Elle est produite de juin 1994 à juillet 2001 dans trois usines en Allemagne.
Légèrement restylée en 1999, la phase 2 est identifiable grâce à ses blocs optiques et clignotants avant qui ont été modifiés.
La gamme essence s'articule autour des versions suivantes :
- 6-cylindres : 728i/iL
- 8-cylindres : 730i/iL, 735i/iL, 740i/iL (V8)
- 12-cylindres : 750i/iL (V12)

La gamme Diesel débute avec une seule version : 725 tds (L6, 2,5 L de cylindrée, 6 cylindres en ligne). Au moment du facelift de 1999, la version 725tds fut remplacée par les modèles 730d (L6, 2 926 cm3) et 740d (V8).
La série 7 E38 était disponible en boîte manuelle et boîte automatique. Une boîte manuelle à cinq rapports était disponible pour la version 728i (6-cylindres). Deux boîtes manuelles étaient disponibles pour les versions à huit cylindres : 730i/iL (boîte modifiée à cinq rapports à 5e en prise directe) et 740i/iL en boîtes manuelles à six rapports à 6e surmultipliée. Une boîte automatique 5 rapports était disponible pour les versions 730i/iL, 740i/IL et 750i/iL.
À partir de 1996, fut introduit de série la première boîte intelligente auto-adaptative (AGS; Adaptive Getriebe Steuerung) à cinq rapports avec possibilité de passage manuel (+/-) des rapports aussi appelée Steptronic sur les finitions 750i/iL et en option pour la 740i/iL et 728i/iL. Ce système adaptait le passage des rapports au style de conduite du conducteur tout en tenant compte de l'environnement (montagne, hiver, embouteillage...). Un système de capteurs sophistiqués permettait d'analyser le style de conduite (mouvement de la pédale d'accélérateur, fréquence des kick-down...). En comparant la vitesse de rotation des roues à l'avant et à l'arrière, le système identifiait la nature du revêtement du sol. La commande auto-adaptative a permis d'accroître le confort et a contribué à la sécurité active de la série 7 E38.
La navigation (GPS MKI, écran couleur 4/3, cdrom, voix masculine) intégrée fut proposée en option dès 1996 ce qui en fait une des premières voitures au monde à en être équipée. Ensuite la version MKI fut déclinée : MKII puis MKIII ; l'affichage 16/9 (précédemment l'écran était en format 4/3) apparaissant quant à lui sur les tout derniers modèles de la série, fabriqués à partir de fin 2000. Le calculateur GPS MKIV (lecteur avec DVD) n'a jamais été proposé d'origine sur la E38. La version MKI était disponible en option aussi avec le système communicant hifi 12 HP et la TV à tuner analogique et le téléphone 8 watts dès 1996.
La série 7 E38 bénéficia d'un excellent confort de roulage grâce au train avant optimisé par l'équipe de Klaus Faust : double articulation des pivots de fusée avec bras transversal et jambe de force. Le cadre auxiliaire avant a été rigidifié et allégé. La répartition des charges idéales 50:50 (avant/arrière) a été conservée par rapport à la série 7 E32. Le train arrière intégral est d'une conception totalement nouvelle. Un cadre auxiliaire est utilisé pour le train arrière et il est fixé à la carrosserie au moyen de quatre paliers en caoutchouc.
Un système d'amortissement piloté (EDC; Elektronische Dämpfer Control) était disponible en même temps que l'asservissement de l'assistance direction à la vitesse (Servotronic).
Autres équipements de confort, dès 1996, qui en fait une voiture hors norme, le double vitrage pour les vitres latérales et le pare brise arrière, les sièges et volant à réglages électriques à mémoires (trois positions de conducteurs mémorisables), le pack électrochrome qui permettait d'obscurcir automatiquement les rétroviseurs extérieurs et intérieur pour éviter l'éblouissement lors de la conduite de nuit, l'essuyage automatique du pare brise, les capteurs de pressions des pneumatiques... Les derniers modèles produits à partir de 2000 disposent d'un grand écran 16:9 et proposent, en option, le régulateur de vitesse actif.
Il existe des versions dites blindées appelée protection développées sur des bases de 740iL et 750iL.
Il existe une version appelée L7 (environ + 250 mm) pour les marchés export (Pays Arabes / Asie).
Au total, la série 7 E38 a été testée sur plus de deux millions de kilomètres (boucle nord du Nürburgring, programme de réglage et de test, bancs dynamiques, simulations...).
BMW atteindra avec la série 7 E38 un nouveau sommet en termes de distinction et d'agrément de conduite et partagera plus spécialement son coupleux moteur V12 (M73/M73TU) avec Rolls-Royce pour la version Silver Seraph.

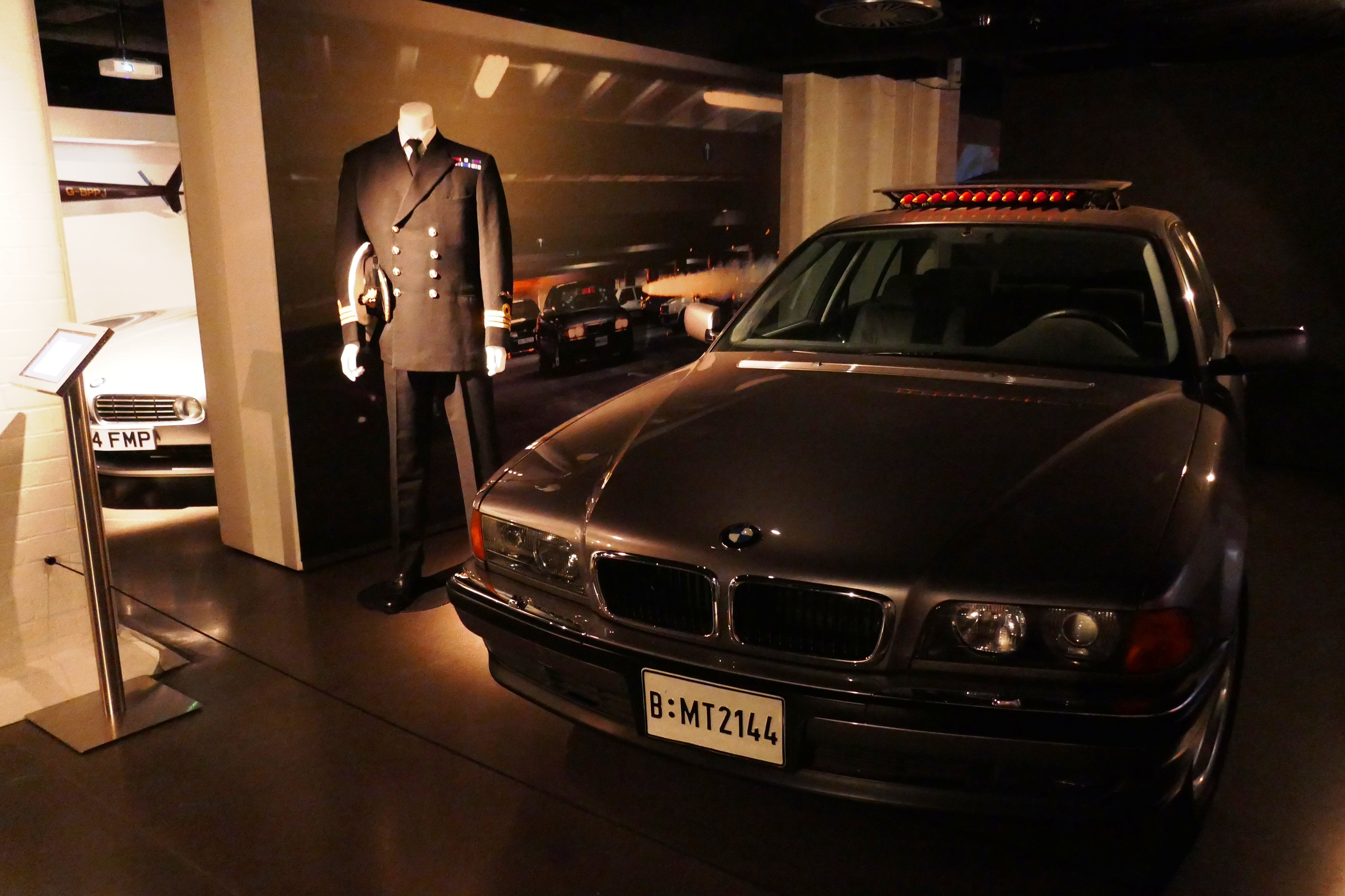
La BMW 750iL du film Demain ne meurt jamais.

La série 7 E38 restera comme la plus réussie des série 7 produites à ce jour au niveau design, fiabilité et qualité des matériaux utilisés. C'est cette génération de Série 7 (une 750iL gris métallisé) qui apparaît dans le 18e film de James Bond, Demain ne meurt jamais. Dans le film Les Anges Gardiens sorti en 1995, une 740i blanche est conduite par Gérard Depardieu. La série 7 E38 apparaît également dans le film Le Transporteur sorti en 2002, on y voit le héros interprété par Jason Statham conduire une "735i noire" qui était en réalité une 750i.
Une 750iL noire conduite par Richard Gere, finit en épave après quelques tonneaux dans le film Secret Identity (The Double) sorti en 2011.
Elle fut conduite par Suge et Tupac Shakur lors de son assassinat le 13 septembre 1996 à Las Vegas.
Sylvain Durif (le Christ cosmique) possède une 750i modifiée couleur or, popularisée via le réseau social Tik Tok.
Détails des volumes fabriqués par modèle de 1994 à 2001 :
- 725tds : 9 053
- 730d : 12 336
- 740d : 3 450
- 728i : 38 947
- 728iL : 6 816
- 730i : 20 876
- 730iL : 2 137
- 735i : 21 481
- 735iL : 6 963
- 740i : 88 853
- 740iL : 91 431
- 750i : 8 559
- 750iL : 17 559
- L7 : 899

Le dernier exemplaire à avoir été produit, le 27 juillet 2001, est une 740i. Cette génération fut la première à être officiellement vendue en Chine.
| Modèle     | Moteur                                  | Puissance (ch) / Couple (N m) | Années de production |
| ---------- | --------------------------------------- | ----------------------------- | -------------------- |
| 740i/740iL | V8-32s / 4,0 L / M60B40 / Sans plomb    | 286 ch / 400 N m              | 1994-1995            |
| 740i/740iL | V8-32s / 4,4 L / M62B44 / Sans plomb    | 286 ch / 420 N m              | 1996-1998            |
| 740i/740iL | V8-32s / 4,4 L / M62TUB44 / Sans plomb  | 286 ch / 440 N m              | 1999-2001            |
| 750iL      | V12-24s / 5,4 L / M73B54 / Sans plomb   | 326 ch / 490 N m              | 1995-1997            |
| 750iL      | V12-24s / 5,4 L / M73TUB54 / Sans plomb | 326 ch / 490 N m              | 1998-2001            |

| Modèle     | Moteur                                 | Puissance (ch) / Couple (N m) | Années de production |
| ---------- | -------------------------------------- | ----------------------------- | -------------------- |
| 725tds     | L6-12s / 2,5 L / M51D25 / Diesel       | 143 ch / 280 N m              | 1995-2001            |
| 728i/728iL | L6-24s / 2,8 L / M52B28 / Sans plomb   | 193 ch / 280 N m              | 1996-2001            |
| 730i/730iL | V8-32s / 3,0 L / M60B30 / Sans plomb   | 218 ch / 290 N m              | 1994-1996            |
| 735i/735iL | V8-32s / 3,5 L / M62B35 / Sans plomb   | 236 ch / 320 N m              | 1994-1997            |
| 735i/735iL | V8-32s / 3,5 L / M62TUB35 / Sans plomb | 236 ch / 345 N m              | 1998-2001            |
| 730d       | 6 L-24s / 2,9 L / M57D29 / Diesel      | 183 ch / 410 N m              | 1996-2001            |
| 740d       | V8-32s / 3,9 L / M67D39 / Diesel       | 245 ch / 600 N m              | 1998-2001            |

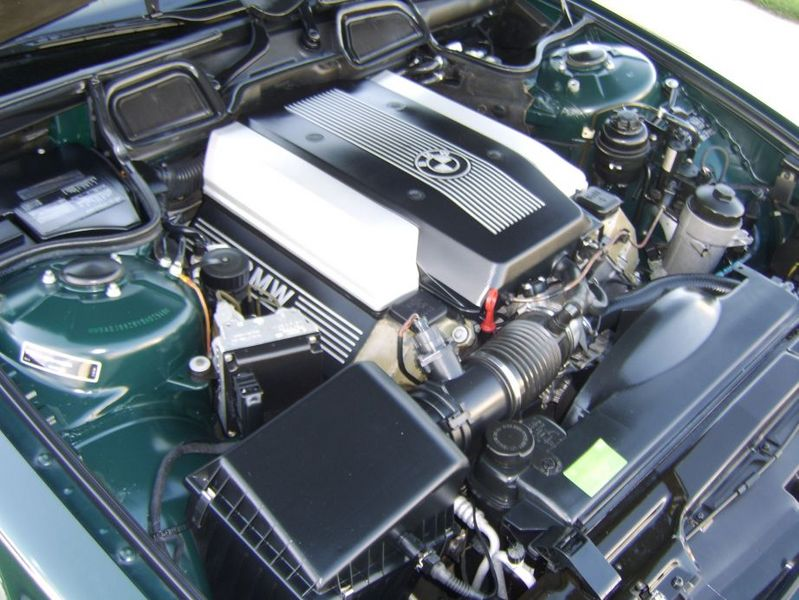
4,4 L M62B44 V8

Identification d'un modèle à partir du VIN (vehicule identification number ou numéro sur le châssis et la carte grise)
- Le code de l'usine de production est indiqué par le 11e digit du VIN :
  - les lettres A, F et K correspondent à l'usine de Munich.
  - les lettres B, C, D, G correspondent à l'usine de Dingolfing.
  - les lettres E, J, P à l'usine de Ratisbonne.
- Le code modèle est la séquence des digits 4 à 7 du VIN :
  - GF63 : 1995-1996 (740i)
  - GF83 : 1997-1998 (740i)
  - GG83 : 1998-2001 (740i)
- Quant à l'année modèle, elle se lit sur le digit 10 du VIN :
  - 1995 : S
  - 1996 : T
  - 1997 : V
  - 1998 : W
  - 1999 : X
  - 2000 : Y
  - 2001 : 1

## Quatrième génération
La quatrième génération de la Série 7 est apparue en 2001. Elle est le premier modèle de la marque à intégrer le « Flame Design », mouvement stylistique lancé par Chris Bangle.
Cette série est proposée avec deux longueurs : 5,04 m (E65) et 5,18 m (E66).
En 2005 quelques retouches de style sont apportées. De plus, de nouvelles motorisations sont venues remplacer celles des 735i, 745i, 740d et les puissances des 730i et 730d sont revues à la hausse.
Après avoir remplacé « l'ancien » V8 4,0 L (258 ch) par un V8 4,4 L (300 ch) BMW renforce son moteur en portant sa puissance à 329 ch, afin de proposer un équivalent aux Audi A8, Mercedes-Benz Classe S et Volkswagen Phaeton. 2006 voit aussi l'apparition d'une motorisation Diesel sur la version « longue ».
Ce modèle existe aussi en version réalisée par le constructeur indépendant Alpina, appelée B7, notamment vendue en Amérique du Nord par BMW of North America. Comme ces consœurs B5 et B6, elle est équipée d'un V8 de 4,4 litres turbocompressé de 500 ch.
La E67 (E66 blindée a remplacé la E38/2). Produite directement sur la chaîne de production cette limousine de trois tonnes est motorisée exclusivement par le V12 à 48 soupapes de la 760Li, elle a été testée et validée par la CIA comme la voiture la plus sécurisée du monde. Sa discrétion est impressionnante car à côté d'une E66, il faut vraiment être expert pour voir la différence.
La E68 est le modèle alimenté à l'hydrogène liquide, dénommé Hydrogen 7, présenté au public au salon de Los Angeles en novembre 2006 et commercialisé jusqu'en 2009. Cette motorisation est basée sur le V12 de la 760i. Elle existe en version bicarburation essence et hydrogène. La particularité de cette Hydrogen 7 est qu'elle émet extrêmement peu de CO2 : moins de 1 g/km.

### Motorisations
| Modèle    | Énergie    | Type | Cylindrée | CV fiscal | Puissance | Couple  | Masse    | Cons. normalisée | V. max    | 0-100 km/h | « Courte » | « Longue » | Observations                               |
| --------- | ---------- | ---- | --------- | --------- | --------- | ------- | -------- | ---------------- | --------- | ---------- | ---------- | ---------- | ------------------------------------------ |
| 730d      | Diesel     | L6   | 2 993 cm3 | -         | 218 ch    | 500 N m | -        | -                | 235 km/h  | 8,8 s      | oui        | -          | motorisation qui n'est plus commercialisée |
| 730d      | Diesel     | L6   | 2 993 cm3 | 15        | 231 ch    | 520 N m | 1 975 kg | 8,2 L            | 238 km/h  | 7,8 s      | oui        | oui        | -                                          |
| 740d      | Diesel     | V8   | 3 901 cm3 | -         | 258 ch    | 600 N m | -        | -                | 250 km/h* | -          | oui        | -          | motorisation qui n'est plus commercialisée |
| 745d      | Diesel     | V8   | 4 423 cm3 | -         | 300 ch    | 700 N m | -        | -                | 250 km/h* | -          | oui        | -          | motorisation qui n'est plus commercialisée |
| 745d      | Diesel     | V8   | 4 423 cm3 | 23        | 330 ch    | 750 N m | 2 115 kg | 9,5 L            | 250 km/h* | 6,6 s      | oui        | -          | -                                          |
| 730i      | sans plomb | L6   | 2 979 cm3 | -         | 231 ch    | 300 N m | -        | -                | -         | -          | oui        | oui        | motorisation qui n'est plus commercialisée |
| 730i      | sans plomb | L6   | 2 996 cm3 | 15        | 258 ch    | 300 N m | 1 880 kg | 10,1 L           | 244 km/h  | 7,8 s      | oui        | oui        | -                                          |
| 735i      | sans plomb | V8   | 3 600 cm3 | 19        | 272 ch    | 370 N m | -        | -                | 250 km/h* | 7,8 s      | oui        | oui        | motorisation qui n'est plus commercialisée |
| 740i      | sans plomb | V8   | 4 000 cm3 | 22        | 306 ch    | 390 N m | 1 970 kg | 11,2 L           | 250 km/h* | 6,8 s      | oui        | oui        | -                                          |
| 745i      | sans plomb | V8   | 4 398 cm3 | -         | 333 ch    | 450 N m | -        | -                | 250 km/h* | 6,3 s      | oui        | oui        | motorisation qui n'est plus commercialisée |
| 750i      | sans plomb | V8   | 4 799 cm3 | 27        | 367 ch    | 490 N m | 1 985 kg | 11,4 L           | 250 km/h* | 5,9 s      | oui        | oui        | -                                          |
| 760i      | sans plomb | V12  | 5 972 cm3 | 36        | 445 ch    | 600 N m | 2 180 kg | 13,6 L           | 250 km/h* | 5,5 s      | oui        | oui        | -                                          |
| Alpina B7 | sans plomb | V8   | 4 398 cm3 | -         | 500 ch    | 700 N m | 1 960 kg | 12,8 L           | 300 km/h  | 4,9 s      | oui        | oui        | compresseur                                |

* limitée électroniquement
- L6 : moteur 6-cylindres en ligne
- V8 : moteur 8-cylindres en V
- V12 : moteur 12-cylindres en V

## Cinquième génération

### Phase 1
Les BMW F01 / F02 sont la cinquième génération de la série 7. Les premiers modèles disponibles sont les 750i, 750li, 740i, 740li et 730d.
- La BMW Alpina B7, réalisée par le constructeur indépendant Alpina, est motorisée par un V8 biturbo de 507 ch. Ce modèle n’est vendu par BMW qu’en Amérique du Nord. Ailleurs dans le monde, ce modèle est une Alpina et non une BMW.
- Les 750i et 750li utilisent le nouveau V8 injection direct à Twin turbo (aussi utilisé pour le X6 5.0), développant 407 ch/300 kW.
- Les 740i et 740li troquent par rapport à l'ancienne version leur V8 pour un 6-cylindres en ligne lui aussi doté du Twin turbo, développant 326 ch/240 kW.
- La 730d a quant à elle droit à un nouveau 6-cylindres en ligne de 245 ch/180 kW.

La nouvelle génération du système de commande iDrive qui équipe ce modèle comprend un écran de 10,2 pouces haute définition ainsi qu'une structure des menus améliorée, un nouveau bouton iDrive pour sélectionner et gérer les fonctions plus petit que l'ancien. Des touches d’accès direct aux menus ont aussi été ajoutées pour faciliter l'utilisation du système. De plus, le système audio dispose d'un disque dur pour pouvoir stocker de la musique. Enfin, le système ConnectedDrive disponible en option, donne accès à Internet directement depuis l'écran de la voiture.
Pour ce qui est des systèmes d'aides à la conduite, la nouvelle série 7 est dotée d'un équipement très vaste. Le système BMW Night Vision peut compléter la panoplie. Pour la première fois, il est doté d'une fonction de reconnaissance des piétons et avertit lorsque cela est nécessaire le conducteur par des clignotements lumineux. Un système de reconnaissance des panneaux de limitation de vitesse est aussi disponible en complément du système d'aide à la tenue de cap. D'autres équipements technologiques sont possibles en options tels que le Head Up Display (ou Affichage Tête Haute) qui projette les informations principales (telles que vitesse actuelle, indications GPS, limitation de vitesse) sur le parebrise.
Par la suite, la Série 7 de nouvelle génération sera accompagnée d'un nouveau 12-cylindres essence ainsi que du 6-cylindres Diesel bi-turbo de 306 ch.

### Phase 2

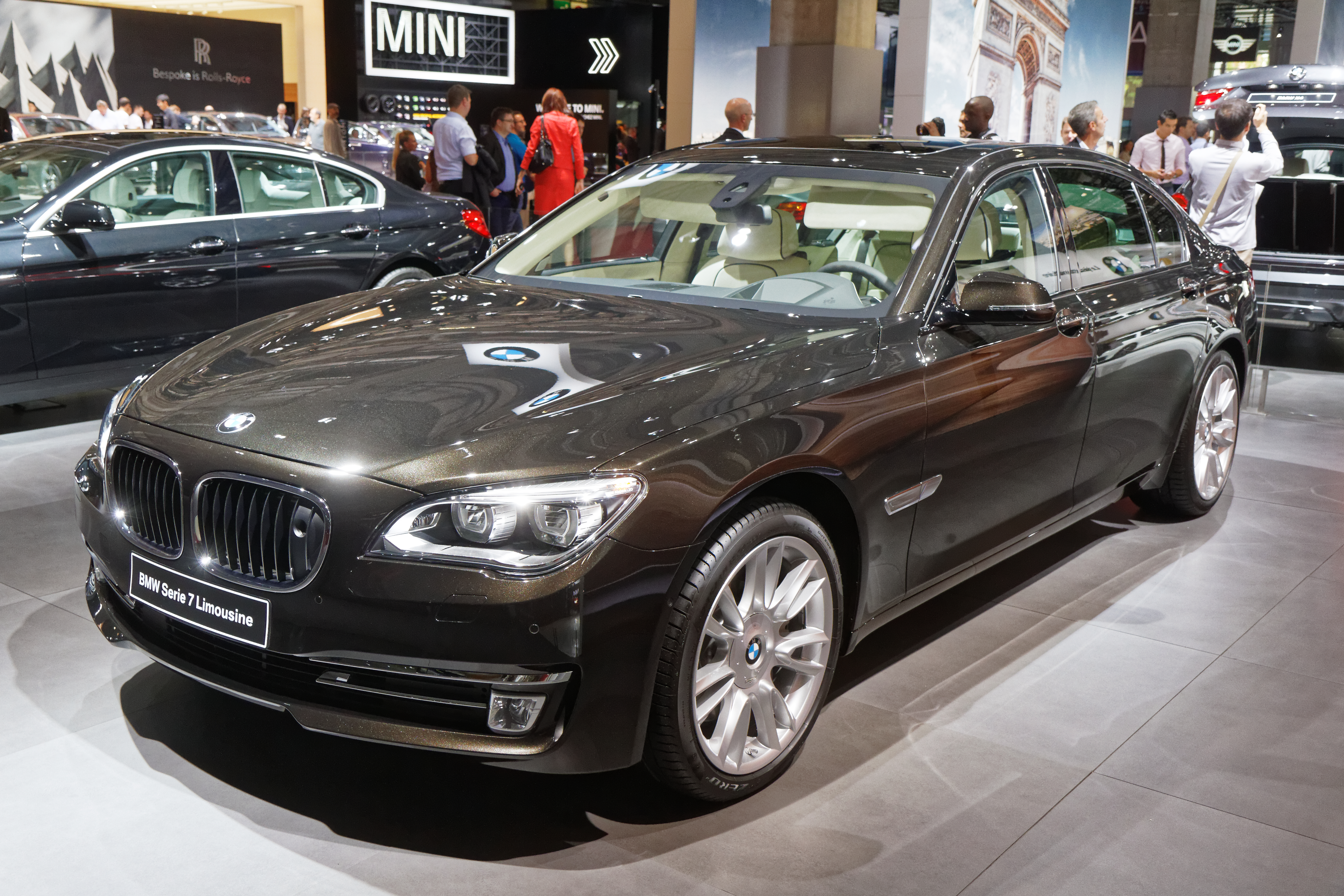
BMW Série 7 F01 Phase II

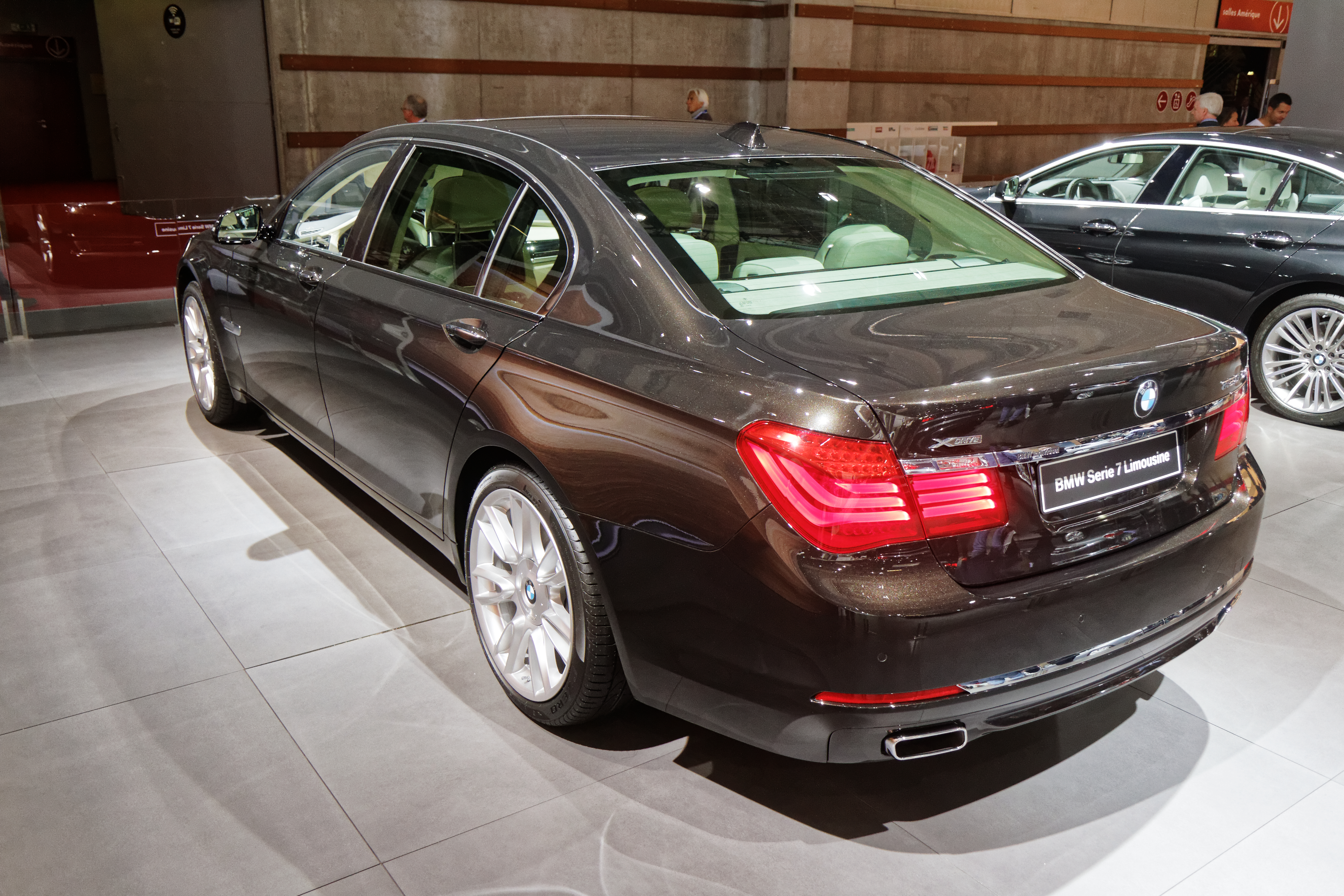
BMW Série 7 F01 Phase II

Changement de signature visuelle à LED, une grille légèrement revue et des boucliers avant et arrière retouchés.
Un dessin revu pour les sièges avant et une nouvelle instrumentation. Présence en option d’un système son Bang & Olufsen de 1 200 W couplé à un écran de 9,2 pouces. Quelques technologies supplémentaires et optionnelles font également leur apparition (notamment un système de détection des piétons désormais capable de braquer des projecteurs spécifiques sur eux).

#### Motorisations
La gamme essence conserve ses mécaniques actuelles, mais elles se montrent plus sobres avec des gains allant jusqu’à 25 % tout en offrant pour la plupart une légère hausse de punch. Apparition de la 750d xDrive reprenant le moteur des M550d xDrive. Ce 6-cylindres en ligne à triple turbo annonce 381 ch et 740 N m de couple pour 6,4 L/100 km.
L’ActiveHybrid7 échange son V8 pour le 6-cylindres en ligne Twin Power de la marque, épaulé par le module électrique, il affiche 354 ch pour 6,8 L/100 km.
La BMW Alpina B7 voit sa puissance augmentée à 540 ch.
| 740i                             | 750i                            | 760i                            | Alpina B7                       | 730d                            | 740d                            |
| -------------------------------- | ------------------------------- | ------------------------------- | ------------------------------- | ------------------------------- | ------------------------------- |
| 6-cylindres en ligne             | V8                              | V12                             | V8                              | 6-cylindres en ligne            | 6-cylindres en ligne            |
| double turbocompressé            | double turbocompressé           | double turbocompressé           | double turbocompressé           | turbocompressé                  | double turbocompressé           |
| 2 979 cm3                        | 4 395 cm3                       | 5 972 cm3                       | 4 395 cm3                       | 2 993 cm3                       | 2 993 cm3                       |
| 326 ch à 5 800 tr/min            | 407 ch de 5 500 à 6 400 tr/min  | 544 ch à 5 250 tr/min           | 540 ch de 5 200 à 6 250 tr/min  | 258 ch à 4 000 tr/min           | 313 ch à 4 400 tr/min           |
| 450 N m de 1 500 à 4 500 tr/min  | 600 N m de 1 750 à 4 500 tr/min | 750 N m de 1 500 à 5 000 tr/min | 730 N m de 2 800 à 5 000 tr/min | 540 N m de 1 750 à 3 000 tr/min | 600 N m de 1 500 à 2 500 tr/min |
| Propulsion                       | Propulsion (Intégrale)          | Propulsion                      | Propulsion (Intégrale)          | Propulsion                      | Propulsion (Intégrale)          |
| BVA 6                            | BVA 6                           | BVA 8                           | BVA 8                           | BVA 6                           | BVA 6 (BVA 8 sur Intégrale)     |
| L x l x H = 5,07 × 1,90 × 1,47 m |                                 |                                 |                                 |                                 |                                 |
| Capacité du réservoir = 82 L     | Capacité du réservoir = 82 L    | Capacité du réservoir = 82 L    | Capacité du réservoir = 80 L    | Capacité du réservoir = 80 L    | Capacité du réservoir = 80 L    |
| 1 935 kg                         | 2 020 kg                        | 2 180 kg                        | 2 040 kg                        | 1 940 kg                        | 1 950 kg                        |

## Sixième génération
La sixième génération de BMW Série 7 est dévoilée le 10 juin 2015 pour être lancée en octobre 2015.
Les versions Alpina B7, M760Li et 740e iPerformance sont dévoilées début février 2016 avec une commercialisation prévue pour la fin de l’année. Elles sont présentées au salon de Genève 2016. La M760Li utilise le même moteur V12, BMW N74B66 de 6,6 L que les Rolls-Royce Ghost, Wraith et Dawn.

### Phase 1 (2015-2019)

#### Motorisations
Les valeurs entre parenthèses correspondent à la variante équipée de la transmission intégrale xDrive.
Les valeurs Li/Ld/Le signifient « Empattement Long » suivant la variante moteur et sont indiquées entre [].
Les chiffres de consommation de carburant et de pollution correspondent aux chiffres maximaux proposés par le constructeur.
Essence
|                              | 730i / Li                       | 740i / Li / Li xDrive            | 750i / Li / xDrive / Li xDrive             | M760Li xDrive                   |
| ---------------------------- | ------------------------------- | -------------------------------- | ------------------------------------------ | ------------------------------- |
| Moteur                       | 4-cylindres en ligne            | 6-cylindres en ligne             | V8                                         | V12                             |
| Alimentation                 | Turbocompressé                  | Turbocompressé                   | Bi-turbocompressé                          | Bi-turbocompressé               |
| Cylindrée                    | 1 998 cm3                       | 2 998 cm3                        | 4 395 cm3                                  | 6 592 cm3                       |
| Puissance maximale           | 258 ch de 5 000 à 6 500 tr/min  | 326 ch de 5 500 à 6 500 tr/min   | 450 ch de 5 500 à 6 000 tr/min             | 610 ch de 5 500 à 6 500 tr/min  |
| Couple maximal               | 400 N m de 1 550 à 4 400 tr/min | 450 N m de 1 380 à 5 000 tr/min  | 650 N m de 1 800 à 4 500 tr/min            | 800 N m de 1 550 à 5 000 tr/min |
| Norme environnementale       | Euro 6                          | Euro 6                           | Euro 6                                     | Euro 6                          |
| Boîte de vitesses            | Steptronic 8                    | Steptronic 8                     | Steptronic 8                               | Steptronic 8                    |
| Vitesse maximale (en km/h)   | 250                             | 250                              | 250                                        | 250 (305 en option)             |
| 0-100 km/h (en s)            | 6,2 / [6,3Li]                   | 5,5 / [5,6Li] / (5,2Li xD)       | 4,7 / [4,7Li] / (4,4) / (4,5Li xD)         | (3,7)                           |
| Consommation (en L/100 km)   | 6,2 / [6,2Li]                   | 7,0 / [7,0Li] / (7,5Li xD)       | 8,1 / [8,3Li] / (8,3) / (8,5Li xD)         | (12,6)                          |
| Émissions de CO2 (en g/km)   | 143 / [144Li]                   | 164 / [164Li] / (174Li xD)       | 189 / [192Li] / (194) / (197Li xD)         | (294)                           |
| Capacité du réservoir (en L) | 78                              | 78                               | 78                                         | 78                              |
| Masse à vide (en kg)         | 1 755 /[1795Li]                 | 1 800 / [1 845Li] / (1 900Li xD) | 1 895 / [1 940Li] / (1 945) / (1 990Li xD) | (2 255)                         |
| Disponibilité                | Mai 2016 -                      | Octobre 2015 -                   | Octobre 2015 -                             | Février 2017 -                  |

Hybride
|                              | 740e/ Le/ Le xDrive iPerformance            |
| ---------------------------- | ------------------------------------------- |
| Moteur                       | 4-cylindres + électrique                    |
| Alimentation                 | Turbocompressé                              |
| Cylindrée                    | 1 998 cm3                                   |
| Puissance maximale           | 258 (essence) + 95 (électrique) ch = 326 ch |
| Couple maximal               | 500 N m                                     |
| Norme environnementale       | Euro 6                                      |
| Boîte de vitesses            | Steptronic 8                                |
| Vitesse maximal (en km/h)    | 250                                         |
| 0-100 km/h (en s)            | 5,4 / [5,5Le] / (5,3Le xD)                  |
| Consommation (en L/100 km)   | 2,2 / [2,2Le] / (2,5Le xD)                  |
| Émissions de CO2 (en g/km)   | 50 / [51Le] / (56Le xD)                     |
| Capacité batterie (en kWh)   | 9,2                                         |
| Capacité du réservoir (en L) | 46                                          |
| Masse à vide (en kg)         | 1 975 / [2 015Le] / (2 075Le xD)            |
| Disponibilité                | Été 2016 -                                  |

Diesel
|                              | 725d / Ld                       | 730d / Ld / xDrive / LdxDrive              | 740d xDrive / LdxDrive          | 750d xDrive / LdxDrive          |
| ---------------------------- | ------------------------------- | ------------------------------------------ | ------------------------------- | ------------------------------- |
| Moteur                       | 4-cylindres en ligne            | 6-cylindres en ligne                       | 6-cylindres en ligne            | 6-cylindres en ligne            |
| Alimentation                 | Turbocompressé                  | Turbocompressé                             | Bi-turbocompressé               | Quadri-turbocompressé           |
| Cylindrée                    | 1 995 cm3                       | 2 993 cm3                                  | 2 993 cm3                       | 2 993 cm3                       |
| Puissance maximale           | 231 ch à 4 400 tr/min           | 265 ch à 4 000 tr/min                      | 320 ch à 4 000 tr/min           | 400 ch de 4 000 à 4 400 tr/min  |
| Couple maximal               | 500 N m de 2 000 à 3 000 tr/min | 620 N m de 2 000 à 2 500 tr/min            | 680 N m de 1 750 à 2 250 tr/min | 760 N m de 2 000 à 3 000 tr/min |
| Norme environnementale       | Euro 6                          | Euro 6                                     | Euro 6                          | Euro 6                          |
| Boîte de vitesses            | Steptronic 8                    | Steptronic 8                               | Steptronic 8                    | Steptronic 8                    |
| Vitesse maxi (en km/h)       | 245                             | 250                                        | 250                             | 250                             |
| 0-100 km/h (en s)            | 6,9 / [7,0]                     | 6,1 / [6,2Ld] / (5,8) / (5,9Ld xD)         | (5,2) / (5,3Ld xD)              | (4,6) / (4,7Ld xD)              |
| Consommation (en L/100 km)   | 4,8 / [4,8]                     | 4,9 / [5,0Ld] / (5,2) / (5,2Ld xD)         | (5,3) / (5,4Ld xD)              | (5,9) / (5,9Ld xD)              |
| Émissions de CO2 (en g/km)   | 126 / [127]                     | 129 / [132Ld] / (137) / (137Ld xD)         | (139) / (142Ld xD)              | (154) / (154Ld xD)              |
| Capacité du réservoir (en L) | 78                              | 78                                         | 78                              | 78                              |
| Masse à vide (en kg)         | (1 800) / [1 845]               | 1 830 / [1 870Ld] / (1 900) / (1 945Ld xD) | (1 935) / (1 975Ld xD)          | (2 015) / (2 055Ld xD)          |
| Disponibilité                | Décembre 2016                   | Octobre 2015 -                             | Novembre 2015 -                 | Juillet 2016 -                  |

### Phase 2 (2019 -)

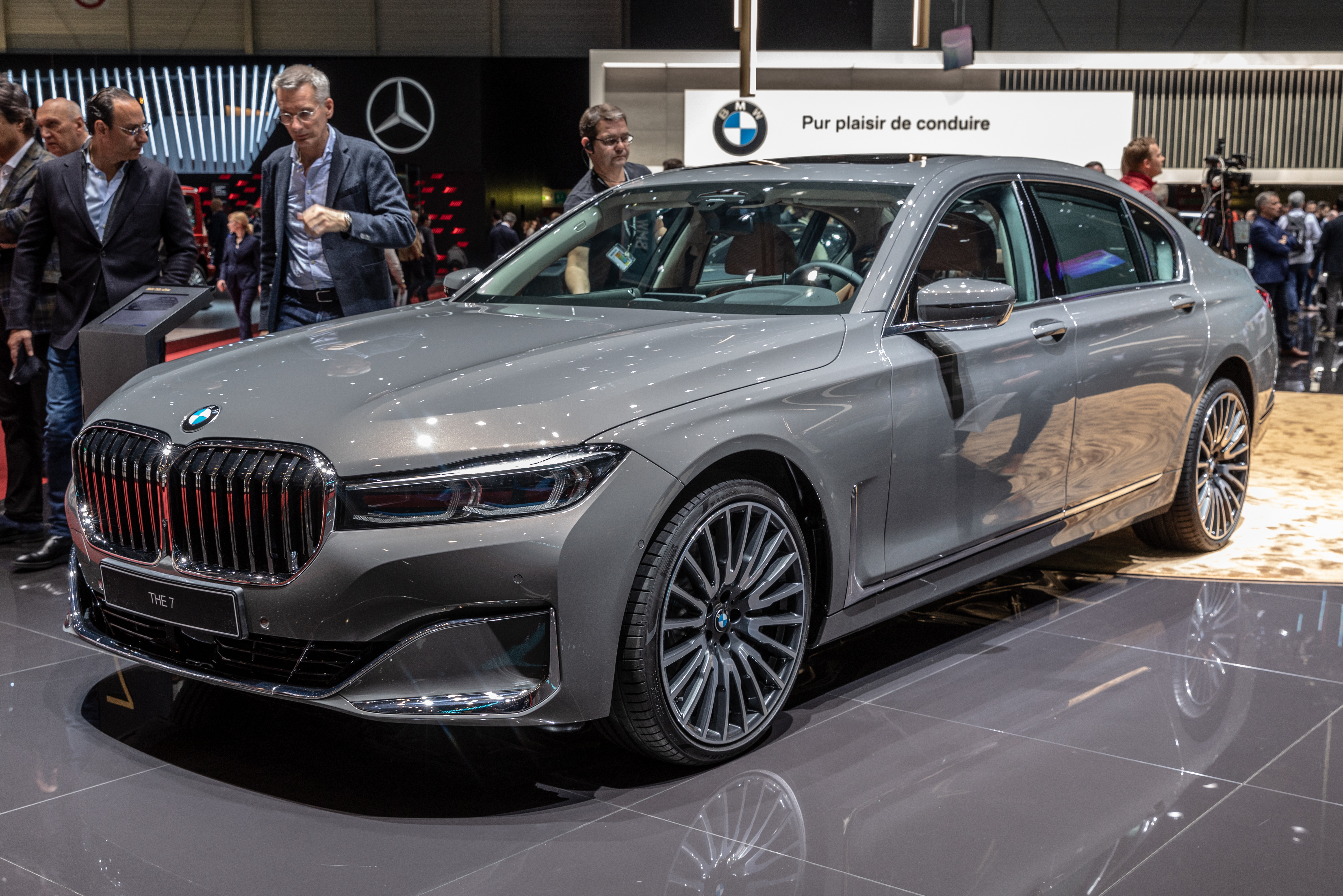
BMW Série 7 restylée.

Au lancement de la Série 7 LCI en avril 2019, deux motorisations essences sont disponibles : 50i xDrive et la M760Li xDrive ainsi que trois motorisations diesel : 30d, 40d et le 50d. La version hybride rechargeable change de nom et adopte un 6 cylindres en ligne essence turbo et devient 745e avec une puissance revue à la hausse et une autonomie améliorée. Il faut noter une importante modification esthétique menée sur la partie avant du véhicule, mais la partie arrière est aussi revue.
La Série 7 restylée est équipée de phares laser, dont les liserés bleus permettent de les distinguer.

#### Motorisations
Essence
|                              | 750i xDrive / Li xDrive         | M760Li xDrive                   |
| ---------------------------- | ------------------------------- | ------------------------------- |
| Moteur                       | 8-cylindres en V                | 12-cylindres en V               |
| Alimentation                 | Bi-Turbocompressé               | Bi-Turbocompressé               |
| Cylindrée                    | 4 395 cm3                       | 6 592 cm3                       |
| Puissance maximale           | 530 ch de 5 500 à 6 000 tr/min  | 585 ch de 5 250 à 5 750 tr/min  |
| Couple maximal               | 750 N m de 1 800 à 4 600 tr/min | 850 N m de 1 600 à 4 500 tr/min |
| Norme environnementale       | Euro 6d Temp                    | Euro 6d Temp                    |
| Boîte de vitesses            | Steptronic 8                    | Steptronic 8                    |
| Vitesse maximale (en km/h)   | 250                             | 250 / 305 M Drivers Package     |
| 0-100 km/h (en s)            | (4,0) / (4,1Li xD)              | (3,8Li xD)                      |
| Consommation (en L/100 km)   | (9,5) / (9,5-9,6Li xD)          | (12,4-12,5Li xD)                |
| Émissions de CO2 (en g/km)   | (217) / (218Li xD)              | (282-285Li xD)                  |
| Capacité du réservoir (en L) | 78                              | 78                              |
| Masse à vide (en kg)         | (2 040) / (2 075 Li xD)         | (2 295 Li xD)                   |

Hybride
|                                         | 745e/ Le/ Le xDrive iPerformance             |
| --------------------------------------- | -------------------------------------------- |
| Moteur                                  | 6-cylindres + électrique                     |
| Alimentation                            | Turbocompressé                               |
| Cylindrée                               | 2 998 cm3                                    |
| Puissance maximale                      | 286 (essence) + 113 (électrique) ch = 394 ch |
| Couple maximal                          | 600 N m                                      |
| Norme environnementale                  | Euro 6d Temp                                 |
| Boîte de vitesses                       | Steptronic 8                                 |
| Vitesse maximale (en km/h)              | 250                                          |
| 0-100 km/h (en s)                       | 5,2 / [5,3Le] / (5,1Le xD)                   |
| Consommation (en L/100 km)              | 2,1-2,2 / [2,2-2,3Le] / (2,3-2,6Le xD)       |
| Consommation électrique (en kWh/100 km) | 15-15,4 / [15,1-15,4Le] / (15,8-16,3Le xD)   |
| Émissions de CO2 (en g/km)              | 48-52 / [50-53Le] / (52-59Le xD)             |
| Capacité batterie (en kWh)              | 12                                           |
| Autonomie électrique (en km)            | 54-58 / [52-55] / (50-54Le xD)               |
| Capacité du réservoir (en L)            | 46                                           |
| Masse à vide (en kg)                    | 2 070 / [2 110Le] / (2 160Le xD)             |

Diesel
|                              | 730d / Ld / xDrive / Ld xDrive                   | 740d xDrive / Ld xDrive         | 750d xDrive / Ld xDrive         |
| ---------------------------- | ------------------------------------------------ | ------------------------------- | ------------------------------- |
| Moteur                       | 6-cylindres en ligne                             | 6-cylindres en ligne            | 6-cylindres en ligne            |
| Alimentation                 | Turbocompressé                                   | Bi-turbocompressé               | Quadri-turbocompressé           |
| Cylindrée                    | 2 993 cm3                                        | 2 993 cm3                       | 2 993 cm3                       |
| Puissance maximale           | 265 ch à 4 000 tr/min                            | 320 ch à 4 400 tr/min           | 400 ch à 4 400 tr/min           |
| Couple maximal               | 620 N m de 2 000 à 2 500 tr/min                  | 680 N m de 1 750 à 2 250 tr/min | 760 N m de 2 000 à 3 000 tr/min |
| Norme environnementale       | Euro 6d Temp                                     | Euro 6d Temp                    | Euro 6d Temp                    |
| Boîte de vitesses            | Steptronic 8                                     | Steptronic 8                    | Steptronic 8                    |
| Vitesse maximale (en km/h)   | 250                                              | 250                             | 250                             |
| 0-100 km/h (en s)            | 6,1 / [6,2] / (5,8) / (5,9Ld xD)                 | (5,3) / (5,4Ld xD)              | (4,6) / (4,7Ld xD)              |
| Consommation (en L/100 km)   | 5,3-5,5 / [5,3-5,5] / (5,5-5,7) / (5,6-5,8Ld xD) | (5,6-6,0) / (5,7-6,0Ld xD)      | (5,8-6,0) / (5,9-6,1Ld xD)      |
| Émissions de CO2 (en g/km)   | 138-144 / [139-145] / (143-150) / (147-153Ld xD) | (148-158) / (149-158Ld xD)      | (152-157) / (155-160Ld xD)      |
| Capacité du réservoir (en L) | 78                                               | 78                              | 78                              |
| Masse à vide (en kg)         | 1 900 / [1 945] / (1 955) / (2 005Ld xD)         | (1 990) / (2 025Ld xD)          | (2 035) / (2 075Ld xD)          |

### Finitions
Le pack M Sport, disponible dès la sortie de la Série 7, est un kit carrosserie constitué de boucliers avant et arrière, de bas de caisse et d’écopes d’air sur les ailes avant. Il reprend l’esthétique de la future M760Li. Ce pack est disponible pour toutes les motorisations, à l’exception des hybrides, et n’apporte pas de modification technique.

#### Séries spéciales
- Individual "The Next 100 Years"

### Alpina B7

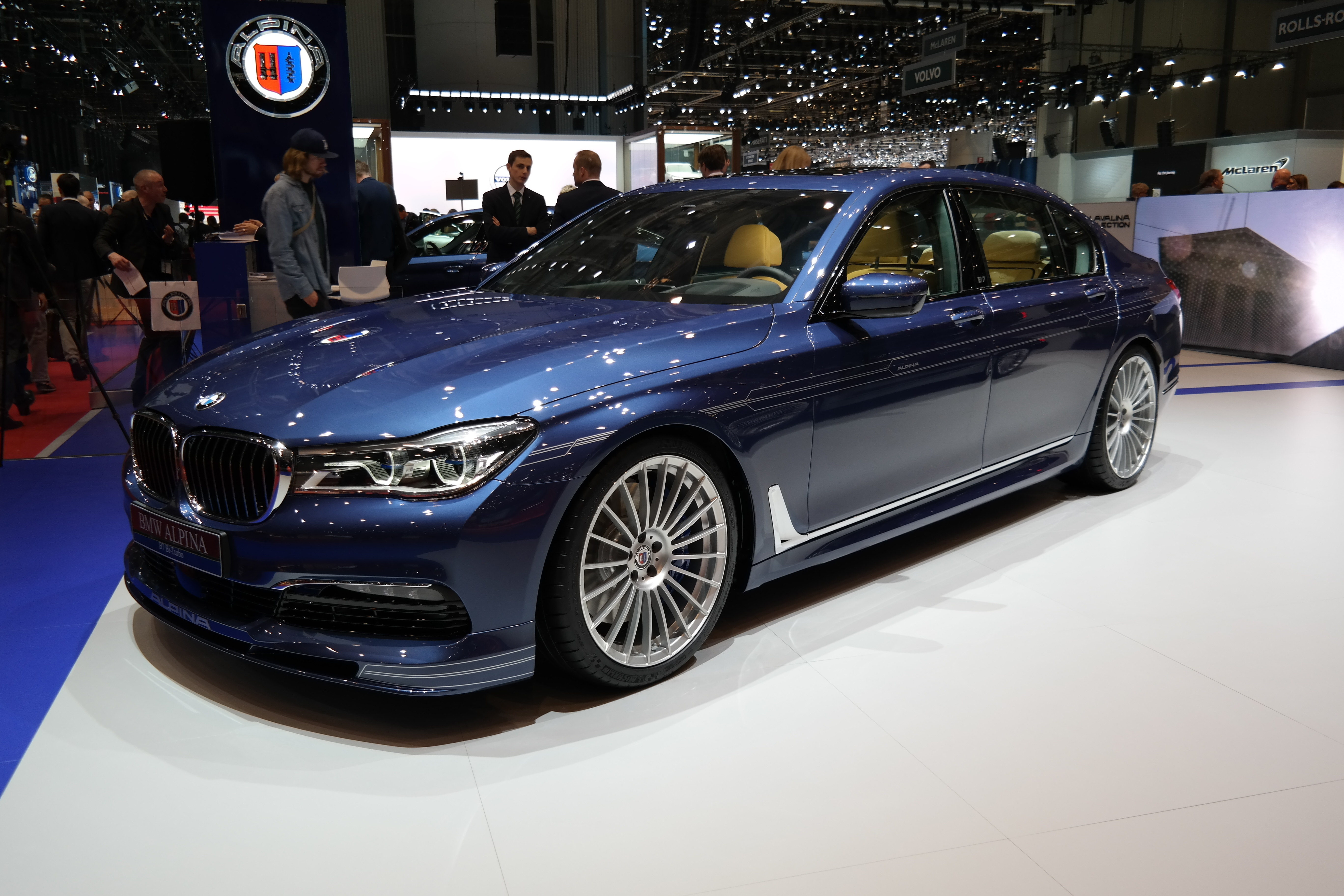
Alpina B7 xDrive.

L’Alpina B7 xDrive est la version sportive réalisée par Alpina et qui fait partie de la gamme BMW en Amérique du Nord. Elle est également disponible dans le reste du monde chez Alpina (Alpina B7 Bi-Turbo). Son moteur est un V8 bi-turbo de 608 ch et 800 N m de couple associés à une transmission intégrale. Avec un 0 à 100 km/h accompli en 3,7 s et une vitesse de pointe de plus de 300 km/h il s’agit de la version la plus rapide et la plus sportive de la Série 7. La vitesse de pointe est de 330 km/h et est électroniquement limitée à 310 pour le marché nord-américain. Cela fait théoriquement de la B7 la berline de série la plus rapide du monde, juste devant la Dodge Charger SRT Hellcat. Son aérodynamique et ses trains roulants améliorés ainsi que sa finition un peu plus luxueuse sont spécifiques à cette version. Elle existe seulement en version longue (G12).
Des prototypes de la version Alpina B7 ont été observés dès juillet 2015 au centre BMW M au Nürburgring. La B7 est dévoilée le 8 février 2016 pour une commercialisation en septembre suivant. Elle est présentée au Salon de Genève 2016.
Car and Driver mesure son 0 à 97 km/h en 3,4 s et le quart de mille (402 m) départ arrêté en 11,6 s avec une vitesse finale de 196 km/h.

#### Phase 2 (2019-...)

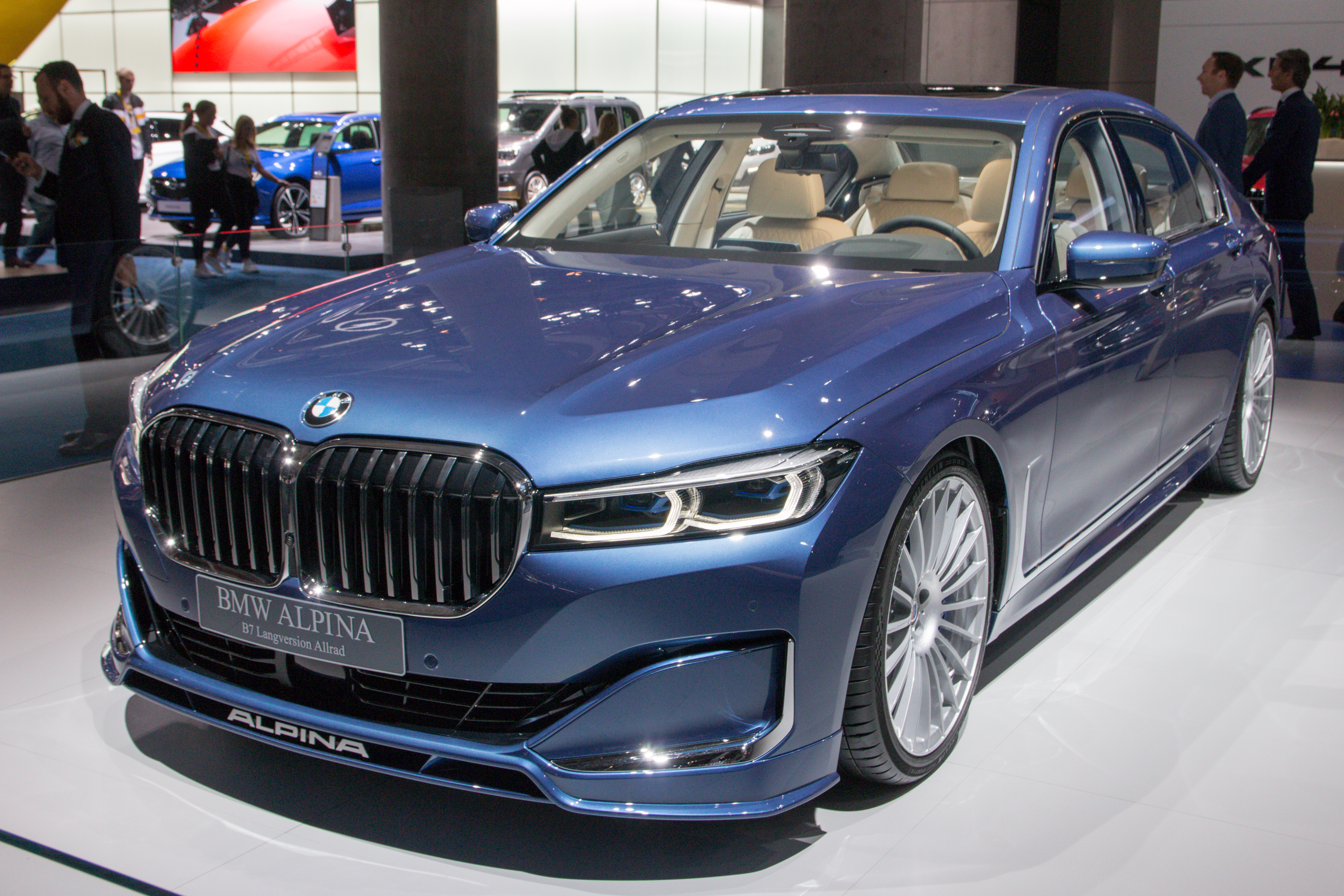
Alpina B7 restylée

Le 11 février 2019, la version restylée est dévoilée. Le modèle porte désormais le nom de B7 dans le monde entier et perd la dénomination Bi-Turbo en dehors de l’Amérique du Nord. Grâce à l’amélioration des systèmes de refroidissement et d’échappement des turbocompresseurs, le V8 de même puissance délivre désormais son couple maximum de 800 N m plus tôt, dès 2 000 tr/min, au lieu de 3 000 tr/min auparavant. La boîte de vitesses ZF 8HP75 est remplacée par une 8HP76. Le 0 à 100 km/h est fait en 3,6 s. La vitesse de pointe de 330 km/h reste inchangée et devient disponible dans le monde entier, le limiteur électronique à 310 km/h du marché nord-américain étant retiré. Elle sera présentée au Salon de Genève 2019,.
|                              | Alpina B7 Bi-Turbo xDrive       | Alpina B7 xDrive                |
| ---------------------------- | ------------------------------- | ------------------------------- |
| Moteur                       | 8 cylindres en V                | 8 cylindres en V                |
| Alimentation                 | Bi-turbocompressé               | Bi-turbocompressé               |
| Cylindrée                    | 4 395 cm3                       | 4 395 cm3                       |
| Puissance maximale           | 608 ch de 5 750 à 6 250 tr/min  | 608 ch de 5 500 à 6 500 tr/min  |
| Couple maximal               | 800 N m de 3 000 à 5 000 tr/min | 800 N m de 2 000 à 5 000 tr/min |
| Norme environnementale       | Euro 6                          | Euro 6                          |
| Boîte de vitesses            | Steptronic 8                    | Steptronic 8                    |
| Vitesse maximale (en km/h)   | 330 (310 aux É-U et Canada)     | 330                             |
| 0-100 km/h (en s)            | (3,7)                           | (3,6)                           |
| Consommation (en L/100 km)   | (10,4)                          | (11,6)                          |
| Émissions de CO2 (en g/km)   | (242)                           | (265)                           |
| Capacité du réservoir (en L) | 78                              | 78                              |
| Masse à vide (en kg)         | (2 110)                         | (2 175)                         |
| Disponibilité                | Septembre 2016 - 2019           | Été 2019 - ...                  |

### M760Li

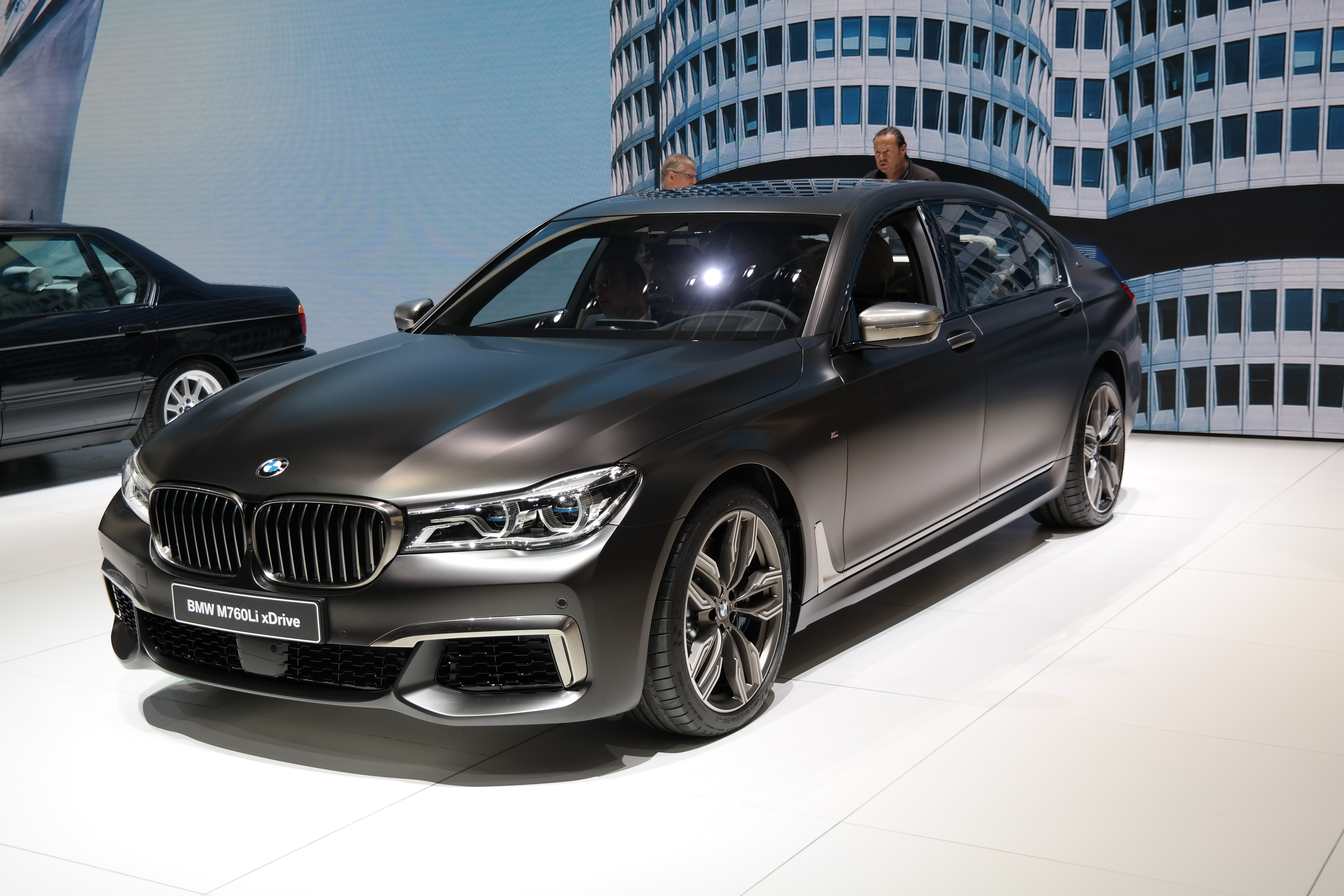
M760Li xDrive.

Le 12 février 2016, BMW a présenté une version sportive de sa Série 7 sous le nom de M760Li xDrive. Elle annoncée comme étant dotée d’un V12 biturbo de 6,6 litres de cylindrée (dérivé de celui équipant les Rolls-Royce) développant 600 ch et 800 N m de couple, associé à une transmission intégrale. Le 0 à 100 km/h est annoncé à 3,9 s avec une vitesse de pointe de 250 km/h, voire 305 km/h avec le M Driver’s Package. Son aérodynamique et ses trains roulants sont également améliorés pour être plus sportifs. Elle existe seulement en version longue (G12). Au Salon de Genève 2016 en mars, BMW la présente avec des caractéristiques légèrement différentes : le même moteur développe désormais 610 ch et le 0 à 100 km/h est franchi en 3,7 s ; les autres caractéristiques restant inchangées. Ces nouvelles caractéristiques lui permettent d'être plus puissante et aussi rapide sur le 0-100km/h que l’Alpina B7.
Face aux Audi S8 et Mercedes-Benz Classe S AMG, BMW n'a jamais proposé de M7 et ce ne sera peut-être pas le cas avec cette génération. En effet, en novembre 2014, la production d’une BMW M7 n’était pas envisagée ; selon le directeur de la planification des produits de BMW Paul Ferraiolo, la BMW Alpina B7 correspond bien mieux au statut de berline de luxe de la BMW Série 7 qu’une éventuelle M7.

## Septième génération

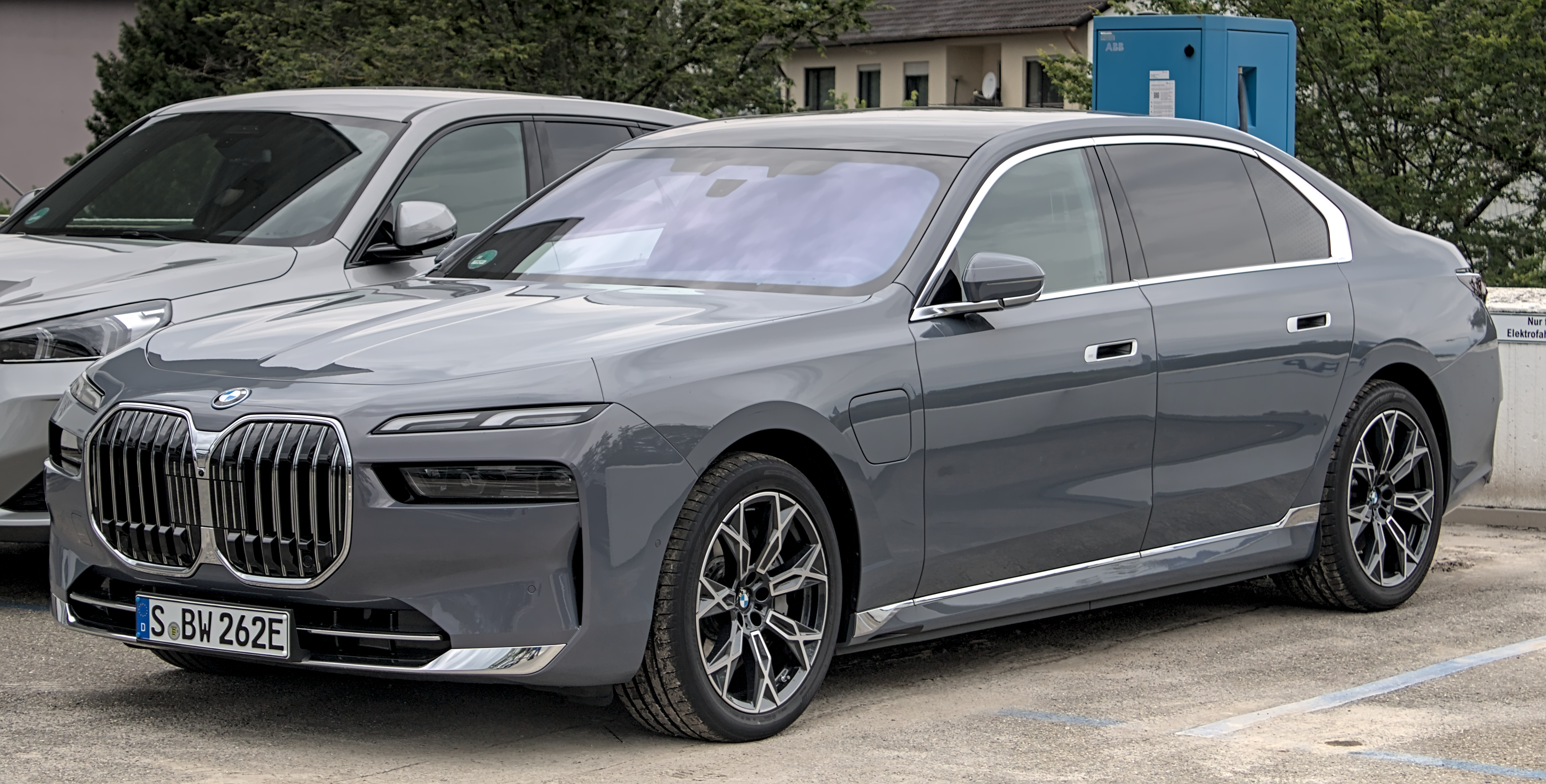
BMW Série 7 (G70).

La 7e génération de BMW Série 7 est présentée le 20 avril 2022. Elle devait apparaître pour la première fois au salon de l'automobile de Pékin mais celui-ci a été annulé quelques semaines avant son ouverture en raison de la pandémie de Covid-19 en Chine.
Une première image annonçant ce modèle est diffusée par BMW en mars 2022. On y distingue le contour de la calandre, le capot ou encore le haut des phares qui sont disposés à double étage.

### i7
Une version totalement électrique, nommée i7, est annoncée officiellement le 1er décembre 2021. Elle repose sur la plateforme de la Série 7 et reçoit la cinquième génération de mécaniques électriques de la marque bavaroise, que l'on trouve à bord de l'iX. Elle est révélée en même temps que la nouvelle Série 7.
La 2 000 000e Série 7 produite (en décembre 2022) est une i7.